# SN 2019yvq
SN 2019yvq è una supernova scoperta nel dicembre 2019 nella costellazione del Dorado, appena un giorno dopo l'esplosione, usando lo Zwicky Transient Facility, in California. Osservando, poi, nell'ultravioletto e raggi X tramite il telescopio spaziale Swift è stata classificata come di tipo Ia, generata dall'esplosione di una nana bianca. Si è verificata nella galassia NGC 4441, a 140 milioni di anni luce di distanza e, per la seconda volta nella storia delle ricerche, è stata accompagnata da un grande bagliore di raggi ultravioletti. 

## Bagliore negli ultravioletti
Il lampo UV può fornire buone informazioni sull'esplosione della nana bianca. Della durata di un paio di giorni, il lampo indica la presenza di un notevole calore (3 o 4 volte il nostro Sole) dentro o in prossimità della nana bianca, seppur col passare del tempo le nane bianche si raffreddino. Si sono formulate diverse ipotesi, tra le quali:
- Una nana bianca consuma materiale dalla sua stella compagna diventando troppo massiccia e instabile, per poi esplodere. Il materiale espulso si scontra, poi, con la stella compagna, generando il bagliore UV.
- Il materiale caldo del nucleo si mescola con gli strati esterni, facendo raggiungere al guscio temperature più elevate del solito.
- Uno strato esterno di elio accende il carbonio più nell'interno, provocando una doppia esplosione estremamente calda e il bagliore UV.
- Due nane bianche si fondono, generando un'esplosione con le espulsioni che collidono, emettendo il lampo UV.

Dato che col passare del tempo il materiale dell'esplosione va ad assottigliarsi, un anno dopo la scoperta sarà così sottile da riuscire a vedere il centro dell'esplosione, ricavando ulteriori informazioni sulle supernove. Una volta scoperta la causa dell'esplosione si potranno applicare i dati anche nello studio sul processo di formazione planetaria, con la generazione di metalli pesanti come il ferro, e su come l'energia oscura fa accelerare l'universo. La maggior parte del ferro nell'universo è, infatti, prodotta dalle supernove di tipo Ia e costituisce il nucleo di pianeti rocciosi, come la Terra. Inoltre gli astronomi sostengono che le supernove di questo tipo abbiano tutte la stessa luminosità, fungendo da candele e aiutando a determinarne la distanza dalla Terra. Un uso che ha contribuito alla scoperta dell'energia oscura.